# 貞獻皇太后
貞獻皇太后（8世纪？—847年6月1日），萧氏，闽人。唐穆宗的侍妾，唐文宗的生母，尊封皇太后，谥号貞獻，或称貞獻太后。
在唐穆宗李恒为建安王时，萧氏入十六宅得侍。元和四年（809年）十月，萧氏生李恒次子李涵（后来的文宗）。820年，李恒登基，是为唐穆宗。824年，唐穆宗逝世。在此期间，萧氏是否获得妃嫔封号或具体的位号，已无从考证。
宝历二年（826年）十二月，唐敬宗被宦官刘克明所杀，想拥立穆宗的弟弟李悟。中尉王守澄与杨承和、魏从简、梁守谦率兵杀死刘克明，迎李涵即位为唐文宗。唐文宗以母亲为皇太后，敬宗的母亲为宝历太后，加上太皇太后郭氏，后宫一共有三个太后。
萧氏老家有一个弟弟，因为萧氏离家时年幼，已经认不清弟弟的模样了，所以先后有萧洪、萧本、萧弘三人冒充皇舅，一时他们都有很大的權勢，但是后来被发现，他们都被流放，萧洪更被赐死。而太后真正的弟弟却从没有和姐姐见面。开成五年（840年），文宗死后，他的异母弟武宗即位。萧氏移居积庆殿，所以又号“积庆太后”。
大中元年（847年），积庆太后去世，谥号貞獻，当時已是唐宣宗（穆宗的弟弟）在位时。造神主，题为太后，故又称貞獻太后，在长安城朱阳坊立庙祭祀。唐昭宗执政的大顺元年（890年），有司请以孝明太皇太后、恭僖皇太后、貞獻皇太后神主祔享于太庙。大臣讨论后。宰相孔纬以大祭日迫，不可遽改。当时有非议。

## 延伸阅读
[在维基数据编辑]
 《舊唐書/卷52》，出自刘昫《舊唐書》
 《新唐書/卷077》，出自《新唐書》